# 熊本県道203号日生野隈府線
熊本県道203号日生野隈府線（くまもとけんどう203ごう ひおのわいふせん）は、熊本県菊池市を通る一般県道である。

## 概要
全線にわたって国道387号とほぼ並行するルートをとっているが、国道が菊池川の北側を通るのに対し、当県道は終点付近を除き南側を通っている。

### 路線データ
- 起点：熊本県菊池市原（熊本県道201号二重峠菊池線交点）
- 終点：熊本県菊池市隈府（正観寺交差点、国道387号交点、熊本県道23号菊池赤水線起点）

## 路線状況

### 重複区間
- 熊本県道23号菊池赤水線（菊池市亘 - 菊池市隈府・正観寺交差点（終点））

## 地理

### 通過する自治体
- 菊池市

### 交差する道路
| 交差する道路                                  | 交差する場所 | 交差する場所        |
| --------------------------------------------- | ------------ | ------------------- |
| 熊本県道201号二重峠菊池線                     | 原           | 起点                |
| 熊本県道23号菊池赤水線 重複区間起点           | 亘           |                     |
| 国道387号 熊本県道23号菊池赤水線 重複区間終点 | 隈府         | 正観寺交差点 / 終点 |

### 沿線
- 菊池渓谷
- 菊池川
- 菊池温泉
- 菊池公園
- 菊池女子高等学校